# چارلز لی
چارلز لی (به انگلیسی: Charles Lee) یکی از فرماندهان جنگ‌های بزرگ در انقلاب آمریکا بود. بسیاری از سیاست‌مداران از آن زمان معتقد بودند که چارلز لی انتخاب بهتری نسبت به جرج واشینگتن به عنوان رهبر ارتش آمریکا بود.
اما لی پول کافی برای اینکار را نداشت. از طرفی تمایلی در پس گرفتن زمین‌هایش در انگلیس (بریتانیا) نداشت؛ و از طرفی دیگر در این مدت نیروهای انگلیسی (بریتانیایی‌ها) چارلز لی را به اسارت گرفته‌اند، و چارلز لی در طول اسارت اطلاعات زیادی را فاش می‌کند که به همین دلیل باعث شد که او را قهرمان دروغین بنمامند.

## زندگی شخصی
لی در چشر انگلستان به دنیا آمد. پدر و مادر وی ژنرال جان لی و ایزابل بان بوری (دختر سر بان بوری-سومین بارونت) بودند. او به مدرسه‌ای در سوییس فرستاده می‌شود و در صحبت با چندین زبان ماهر می‌شود. او در سال ۱۷۴۶ هنگامی که ۱۴ سال سن داشت به انگلیس برگشت و جذب مدرسه گرامر در آرامگاه ادموندز مقدس شد.

## جنگ هفت ساله و بعد از آن

### آمریکای شمالی
بعد از به پایان بردن تحصیلات در مدرسه، لی برای سربازی به هنگی در ایرلند فرستاده می‌شود. در سال ۱۷۵۱ به او درجه ستوانی داده شد. او در سال ۱۷۵۴ به هنگی در آمریکا فرستاده شد، هنگی که زیر نظر ژنرال ادوارد برادوک در جنگ فرانسه و هند شرکت می‌کرد. وی اولین شکستش را در نبرد مونگوهلا تجربه کرد. در طول مدت حضور در آمریکا لی با دختر موهاک (رئیس سرخپوست) ازدواج کرد. همسرش (نام همسر وی نامعلوم) دوقلو به دنیا آورد.
لی در میان سرخپوست‌ها اونواتریکا یا آب جوش شناخته می‌شد. در تاریخ ۱۱ ژوئن ۱۷۵۶ با کمیسیونی به مبلغ £۹۰۰ مقام کاپیتانی ارتش ۴۴ام پیاده را به دست آورد. سال بعد او در در قالب یک گروه اعزامی به قلعه فرانسوی لوییزبرگ حمله کردند و در تاریخ ۱ ژوئیه ۱۷۵۸ در یک حمله به تیکوندروگا شکست خورد و مجروح شد. او برای بهبود قوایش به لانگ آیلند فرستاده شد در حالی که جراحی که او را عمل می‌کرد وی را مورد ملامت قرار می‌داد. پس از دوره نقاهت، در سال ۱۷۵۹ در نبرد گرفتن قلعه نیاگارا و در ۱۷۶۰ در نبرد مونترال شرکت کرد که نتیجه این نبردها با فتح کامل کانادا همراه شد.

### پرتقال
لی به عنوان ارشد ارتش ۱۰۳ پیاده به اروپا بازگشت و از آن پس به عنوان سرهنگ دوم در ارتش پرتغال خدمت کرد. در زمان حمله اسپانیایی‌ها به پرتغال لی خودش را تحت فرماندهی جان بارگوین در نبرد ویلا ولها نشان داد.

### لهستان
او در سال ۱۷۶۳ پس از صلح پاریس که به جنگ هفت ساله خاتمه می‌داد به انگلستان بازگشت. هنگ او منحل شد و او با نیمی از دستمزد خود به عنوان ماهانه بازنشست شد. در ماه مه ۱۷۷۲، اگر چه هنوز هم غیرفعال بود، به درجه سرهنگ دوم ارتقا یافت.

در سال ۱۷۶۵ در لهستان به عنوان مشاور اردوگاه پادشاهی استنیسلاس II جنگید و بعد از ماجراهای زیادی به انگلیس بازگشت. وی در انگلستان نتوانست ارتقا درجه پیدا کند پس در سال ۱۷۶۹ به لهستان بازگشت و عملیات‌های مهمی را در جنگ روسیه و ترکیه انجام داد در همین زمان بود که وی دو انگشت خود را در دوئلی که منجر به کشته شدن حریفش شد از دست داد. هنگام بازگشت به انگلستان، که او خواهان طرفداری از مستعمره نشین‌ها در جنگ آن‌ها با بریتانیا بود. او در سال ۱۷۷۳ به مستعمرات نقل مکان کرد و در سال ۱۷۷۵ املاکی به ارزش £ ۳۰۰۰ در برکلی کانتی در ایالت ویرجینیا (منطقه در حال حاضر بخشی از غرب ویرجینیا)، در نزدیکی خانه دوست خود هوریشیو گیتس خریداری کرد. او در طی مدت سفر خود در مستعمرات با وطن پرستان بسیاری آشنا شد.

## انقلاب آمریکا

### ارتش قاره‌ای

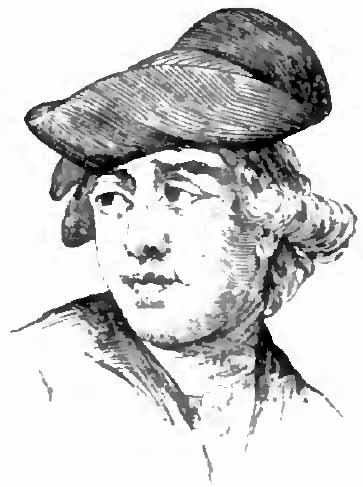
تصویر لی در دانشنامه بیوگرافی آمریکا

هنگامی که جنگ در مستعمرات اجتناب ناپذیر به نظر می‌رسید او از کمیسیون سلطنتی استعفا داد و به داوطلبانه به آن جا اعزام شد. او انتظار داشت به فرماندهی کل قوای ارتش قاره‌ای انتخاب شود چرا که وی یکی از باتجربه‌ترین کاندیدا برای این مقام بود. از سوی دیگر، او در انگلستان به دنیا آمده بود، تا حدودی رفتار غیرعادی داشت، ظاهرش لاابالی بود، و درشت زبان بود، و شاید مهمتر از همه، او می‌خواست ارتش قاره‌ای به شورش مردمی بپیوندد تا جبران خسارتی که از ضبط اعمالش در انگلستان به وی وارد شده بود جبران کند. در عوض جورج واشینگتن، هوشیار، ثابت، آرام، و بهتر از همه مزدی درخواست نمی‌کرد و تنها از کنگره تقاضای تأمین معاشش را داشت. واشینگتن یک انتخاب سیاسی عاقلانه بود، کنگره واشینگتن را به عنوان فرمانده کل قوا منصوب کرد اما چارلز لی نیز مقام سرلشگری را کسب کرد. به همین دلیل لی همواره نسبت به مافوق خود احساس نفرت می‌کرد. او یک بار گفت: واشنگتن انتخاب مناسبی است اما در حد گروهبان گارد. لی اغلب به عنوان نفر دوم در ارتش قاره‌ای شناخته می‌شد اگر چه آرتمیس وارد، که در وضع سلامتی خوبی نبود، رسماً عهده‌دار این مقام بود.

در زمانی اردو زدن در دره فورج در اواخر سال ۱۷۷۷ و اوایل ۱۷۷۸، مقر خود را در دیوید هاروارد هاوس قرار داده بود.

### ارتش جنوبی
لی همچنین عناوینی دیگر نیز کسب کرد مثلاً در سال ۱۷۷۶، به عنوان فرمانده بخش کانادا نامیده می‌شد اگر چه هیچگاه نتوانست فرماندهی این بخش را به عهده بگیرددر عوض، او به عنوان فرمانده اول گروه جنوب منصوب شد. او به مدت شش ماه در این پست خدمت کرد تا اینکه به ارتش اصلی فراخوانده شد. در طی این مدت او تحت فرمان هنری کلینتون بود و کلینتون وظیفه او را تجدید قوای نیروهای چارلستون، کارولینای جنوبی قرار داد. لی شهر چارلستون را بازسازی کرد از جمله کارهای او می‌توان به ساخت فورت سالیوان اشاره کرد که آن را با تنه‌های درخت نخل ساخت و کمی بعد نام این دژ را به سرهنگ ویلیام مولتیر تغییر داد. لی دستور داد ارتش بریتانیا از این قلعه بیرون برود و در کارش چنان مصمم بود که گفت: فقط سی دقیقه فرصت دارید اگر نه تمام سربازان را می‌کشم. اما فرماندار جان راتلژ خروج نیروها را از مولتیر ممنوع اعلام کرد؛ و دستور شکلیک نخل را از توپ‌های انگلیسی که بر روی کشتی نصب شده بود به طرف مهاجمین داد در نتیجه این اقدامات بریتانیا جزیره سالیوان را رها کرد و پس از آن کلینتون دیگر تلاشی برای تصرف چارلستون نکرد اما به کلینتون لقب قهرمان چارلستون داده شد.

### نیویورک
هنگامی که به نیویورک وارد شد به جورج واشینگتن و بخش اصلی ارتش قاره‌ای پیوست. واشینگتن جلسه را برای قدردانی از لی (که نه تنها در میان ارتش بلکه در کنگره هم محبوب بود) برگزار کرد و در این جلسه او نام فورت کانستیتوشن، که در کنار نیوجرسی در مقابل فورت واشینگتن واقع شده بود
را به نام فورت لی تغییر داد.

در اواخر سال ۱۷۷۶، دشمنی قدیمی لی نسبت به واشینگتن شروع به نمایان شدن کرد. در زمان عقب‌نشینی از قلعه واشینگتن و لی، او نامه‌ای به اعضای کنگره نوشت و از آن‌ها خواست که او را جایگزین واشینگتن به عنوان فرمانده کل قوا انتخاب کنند. در این زمان، واشینگتن به‌طور تصادفی نامه لی به سرهنگ رید را، که در آن لی رهبری و توانایی‌های واشینگتن را محکوم کرده و به‌طور کامل واشینگتن را برای اوضاع وخیم ارتش سرزنش کرده بود خواند. اگرچه او موضوع اصلی این نامه بود اما عصبانی نشد. او از لی و خودش ناامید شد و خود را برای اینکه در طول این مدت اعتبار بیشتری نسبت به لی کسب نکرده بود سرزنش می‌کرد. واشینگتن نامه‌ای برای رید نوشت و از او بابت خواندن بدون اجازه‌نامه لی عذر خواهی کرد.